# Taurometopa aryrostrota
Taurometopa aryrostrota là một loài bướm đêm trong họ Crambidae.